# Edition YE
Die Edition YE ist ein deutscher Independent-Verlag für Lyrik mit Sitz in Sistig/Eifel.

## Geschichte
1993 gründete Theo Breuer mit der Herausgabe der ersten Ausgabe der
Künstlerzeitschrift YE den gleichnamigen Kleinverlag. YE (ji:) steht als Akronym für »Young Europe« (Thema dieser ersten, auf der Basis der Mail Art entstandenen Kunstschachtel) sowie die im irischen Englisch gebräuchliche umgangssprachliche Form von YOU und drückt so den kommunikativen Charakter der Edition aus. 1994 erschien die erste Ausgabe der Lyrikzeitschrift Faltblatt. Von 2002 bis 2008 sind in der »Lyrikreihe Edition YE« Einzeltitel, Anthologien sowie Monographien zur vielgestaltigen Welt der Lyrik im deutschen Sprachraum erschienen. Gelegentliche Einzeleditionen runden das der Lyrik und ihrer Verbreitung verschriebene Programm der Edition YE ab.

## Künstlerzeitschrift YE
Von 1993 bis 2008 erschien ca. einmal jährlich die Kunstschachtel YE, in der originale Werke von Künstlern und Schriftstellern aus aller Welt versammelt sind. Typische Techniken der nummerierten und signierten seriellen Arbeiten, die im Zusammenspiel von Bild und Wort visuelle Poesie hervorbringen, sind Acrylmalerei, Aquarell, Autograph, Bleisatz, Collage, Computergrafik, Fotografie, Holzschnitt, Linolschnitt, Mischtechnik u. a. Die Schachteln liegen in limitierten Auflagen von ca. 20 bis 100 Exemplaren vor. Hartmut Andryczuk, Hansjürgen Bulkowski, Guillermo Deisler, David Dellafiora, Manfred Enzensperger, Marjana Gaponenko, Harald Gröhler, Karl-Friedrich Hacker, Stefan Heuer, Joseph W. Huber, Klára Hůrková, Birger Jesch, Ilse Kilic, Axel Kutsch, Hendrik Liersch, Henning Mittendorf, Jürgen Nendza, Andreas Noga, Jürgen O. Olbrich, Karla Sachse, Litsa Spathi, Günter Vallaster, Jürgen Völkert-Marten und Fritz Widhalm gehören zum internationalen Kreis der mehr als 300 Beiträger aus 30 Ländern.

## Faltblatt
Die erste Ausgabe der Lyrikzeitschrift Faltblatt erschien als Faltblatt in DIN-A-3-Größe. Von Edition zu Edition wuchs die Zeitschrift bis zum vorläufig letzten, 2004 erschienenen Faltblatt N° 9 auf einen Umfang von 120 Seiten. In jeder Ausgabe wird ein aktueller Überblick über die zeitgenössische Lyrik im deutschen Sprachraum und gelegentlich darüber hinaus angestrebt.

## Lyrikreihe Edition YE
Von 2002 bis 2008 sind in der Reihe zwei Titel p. a. erschienen: Gedichtbücher u. a. von Margot Beierwaltes, Joseph Buhl, Marianne Glaßer, Frank Milautzcki, Andreas Noga, Antje Paehler und Maximilian Zander, die Anthologie NordWestSüdOst mit Gedichten von Hans Bender, Beat Brechbühl, Werner Bucher, Bert Brune, Hugo Dittberner, Walter Helmut Fritz, Aldona Gustas, Franz Hodjak, Günter Kunert, Axel Kutsch, Matthias Kehle, Christoph Leisten, Jan Volker Röhnert, Walle Sayer, Peter Salomon, Gerd Sonntag, Olaf Velte, Jan Wagner u. v. a. (2003) sowie die von Theo Breuer verfassten Monographien zur zeitgenössischen Literatur Aus dem Hinterland. Lyrik nach 2000 (2005) und Kiesel & Kastanie. Von neuen Gedichten und Geschichten (2008).

## Außer der Reihe
Vereinzelte Veröffentlichungen außerhalb der drei Editionsreihen wie die Schachteledition Sammels/Uri/um mit Gedichten, Statements und lyrischen Fundstücken von Axel Kutsch, Hartwig Mauritz, Hellmuth Opitz, Francisca Ricinski, Frank Schablewski, Christoph Wenzel u. a. oder das Kunstpostkartenset Black & White. Lyrische Bildwortkarten vervollständigen das lyrisch und künstlerisch orientierte Programm der Edition YE.
Zum 30. Jahrestag der Gründung der Edition YE ist der Essayzklus L·i·t·e·r·a·t·o·u·r »22« online als Flipbook erschienen.

## Lyrikkreis
Unter dem Motto Der kleine Sistiger Lyrikkreis lädt die Edition YE seit 2007 Autoren und Herausgeber zum (ganztägigen) Gespräch über Lyrik ein. Dabei werden sowohl aktuelle Tendenzen des zeitgenössischen Gedichts im deutschen Sprachraum nach 2000 anhand von bemerkenswerten Neuerscheinungen reflektiert als auch unveröffentlichte Gedichte zum Vortrag gebracht. Zu den Teilnehmern gehören Karl Otto Conrady, Manfred Enzensperger, Harald Gröhler, Matthias Hagedorn, Sibylle Klefinghaus, Axel Kutsch, Christoph Leisten, Swantje Lichtenstein, Shafiq Naz (Herausgeber von Der deutsche Lyrikkalender), Andreas Noga, Markus Peters, Francisca Ricinski, Norbert Scheuer und A. J. Weigoni.